# Traisental Straße
Die Traisental Straße B 334 ist eine geplante Landesstraße B in Niederösterreich. Sie soll die südliche Verlängerung der Traisental Schnellstraße S 34 bilden und von deren Einmündung bei der Anschlussstelle Wilhelmsburg-Nord bis zur Hainfelder Straße B 18 nördlich von Traisen führen. Ziel der B 334 ist vor allem eine Entlastung der Mariazeller Straße B 20 und eine schnellere Erreichbarkeit des südlichen Traisentals. Die Traisental Straße wird eine Länge von neun Kilometern aufweisen, wovon fünf Kilometer im Tunnel geführt werden.